# Sabir Ahmadli
 (août 2024).
Sabir Ahmadli (en azéri : Sabir Məhəmməd oğlu Əhmədli ; né le 10 juillet 1930 à Djabrayil, en Azerbaïdjan et mort le 17 avril 2009 à Bakou) est un écrivain, publiciste, Écrivain du peuple d’Azerbaïdjan, retraité présidentiel.

## Biographie
Sabir Mahammad oghlu Ahmadli, après ses études supérieures à l’Universite d’État d’Azerbaïdjan en 1946-1951, travaille comme enseignant à Djabrayil et comme directeur de l’école secondaire dans le village Chukurbeyli. En 1956-1993 il est chef du département de prose  et rédacteur en chef du journal Littérature et art. En 1955 il est admis comme membre de l’Union des écrivains d'Azerbaïdjan.

## Activité littéraire
Sabir Ahmadli débute avec l’histoire Facteur publiée dans la revue Pionier. Il apparaît régulièrement dans la presse périodique  avec ses oeuvres et articles. En 1961, l’écrivain publie son livre Une soirée d’automne. En 1989, ses ouvrages en deux  volumes sont édités par l’Azernechr. En 1992-1993 il publie ses articles consacrés au Karabakh dans le journal Littérature et art.

## Prix
- Médaille Pour la gloire du travail (1975)
- Titre honorifique d’Ouvrier émérite d’art
- Titre honorifique Écrivain du Peuple d’Azerbaïdjan (1992)
- Ordre de l'Amitié des peuples
- Ordre du Drapeau rouge du Travail